# Курт Занднер
Курт Занднер (5 серпня 1910, Кіцбюель, Тіроль, Австро-Угорщина — після 1935) — австрійський та німецький письменник-фантаст та фізик.

## Життєпис
Навчався в Університеті Інсбрука і Відня, де вивчав філософію, психологію і фізику.
Від середини 1930-х років займався літературною творчістю. Одночасно працював гірським гідом (провідником) у регіоні в районі Інсбрука. Після встановлення в Австрії 1933 року ультраправого авторитарного режиму Енгельберта Дольфуса емігрував до Німеччини. Жив у Західному Берліні.

## Творчість
Автор низки науково-фантастичних творів, книг політичної, зокрема антифашистської спрямованості. В СРСР 1961 року за мотивами його оповідань знято кінофільм «Ніч без милосердя».

## Вибрані твори
- Kampf mit einem Schatten, Берлін, 1948
- Am Rande des Lebens, Потсдам 1949
- Nacht ohne Gnade, Берлін, 1958
- Signal aus dem Weltall, Берлін, 1960
- Österreich-Alpenland im Wetterwinkel, Берлін, 1962
- Der Fluch von Santa Maria, Берлін, 1968